# أندرو س. غرينبيرغ
أندرو س. غرينبيرغ (بالإنجليزية: Andrew C. Greenberg)‏ هو مهندس ومحامي أمريكي، ولد في 1957.